# Раджив Ганді (національний парк)
Національний парк Раджива Ганді — національний парк, розташований у Рамесварамі округу Кадапа, штат Андгра-Прадеш, Індія. Його площа становить близько 2,4 квадратного кілометра тропічних сухих листяних лісів, які переважно ростуть на піщаному ґрунті. Він розташований на північному березі річки Пенна.

## Історія
Спочатку територія була позначена як «Національний парк Рамешварам» 19 листопада 2005 року, а 26 грудня 2005 року назву змінено на «Національний парк Раджива Ганді». 500-метрову екозону навколо парку було позначено 15 травня 2017 року.

## Флора
Деревні види включають Dalbergia sissoo, Grewia villosa та Gymnema sylvestre.

## Тваринний світ
Приблизно п'ятдесят видів птахів у цьому районі включають чепуру малу, папуг і павичів.
У цьому лісі багато безхребетних, таких як скорпіони, павуки, різних комах, таких як метелики, коники, цвіркуни тощо. Фауна амфібій представлена такими видами, як бичача жаба, звичайна індійська жаба тощо. Фауна рептилій охоплює земляного удава Рассела, гадюку Рассела, звичайний сцинк тощо. Понад 50 видів птахів, таких як павичі, маленькі чаплі, папуги тощо, трапляються в цьому лісі. У цій екосистемі піщаних дюн мешкають такі ссавці, як плямистий олень, звичайний мангуст і заєць-русак.